# Mystery Girl
Mystery Girl è il ventiduesimo album in studio del cantautore e chitarrista statunitense Roy Orbison, pubblicato postumo nel 1989. 

## Tracce
Side 1
1. You Got It – 3:30 (Roy Orbison, Jeff Lynne, Tom Petty)
2. In the Real World – 3:44 (Richard Kerr, Will Jennings)
3. (All I Can Do Is) Dream You – 3:39 (Billy Burnette, David Malloy)
4. A Love So Beautiful – 3:33 (Roy Orbison, Jeff Lynne)
5. California Blue – 3:57 (Roy Orbison, Jeff Lynne, Tom Petty)

Side 2
1. She's a Mystery to Me – 4:16 (Bono, The Edge)
2. The Comedians – 3:26 (Elvis Costello)
3. The Only One – 3:55 (Wesley Orbison, Craig Wiseman)
4. Windsurfer – 4:01 (Roy Orbison, Bill Dees)
5. Careless Heart – 4:08 (Roy Orbison, Diane Warren, Albert Hammond)

## Classifiche
| Classifica (1989) | Posizione raggiunta |
| ----------------- | ------------------- |
| Regno Unito       | 2                   |
| Stati Uniti       | 5                   |